# اختناق
تغییرات بیماری‌شناختی ناشی از فقدان اکسیژن در هوای تنفسی را اِختِناق یا آسفیکسی (به فرانسوی: asphyxie) می‌گویند.
در پزشکی به وضعیتی گفته می‌شود که در پی غیرعادی شدن تنفس، رسیدن اکسیژن به بدن با دشواریِ بسیار جدی روبه‌رو شود. مهم‌ترین علت آسفیکسی خفگی است.
اختناق ابتدا باعث کمبود اکسیژن در بدن (هیپوکسی) می‌شود که نخست به آن دسته از بافت‌ها و اندام‌های حساس به هیپوکسی، برای نمونه مغز، آسیب می‌زند. محرومیت این اندام‌ها به مدت ۴–۶ دقیقه باعث آسیب و مرگ آن‌ها می‌شود؛ به همین دلیل به این زمان «زمان طلایی» می‌گویند.
اختناق معمولاً با تنفس‌خواهی همراه است. نیاز بدن به تنفس به‌دلیل افزایش دی‌اکسید کربن در خون ایجاد می‌شود و نه به‌خاطر کمبود اکسیژن در خون بدن. گاهی پیش می‌آید که اندازهٔ دی‌اکسید کربن به حدی نیست که باعث تنفس‌خواهی شود و شخصِ قربانی بدون این‌که متوجه بشود دچار کمبود اکسیژن و خفگی می‌گردد.
تنگی نفس، کبودی لب‌ها و نوک انگشتان، کاهش یا توقف حرکات قفسهٔ سینه، رنگ‌پریدگی، اشکال در صحبت کردن، سرفه، گشادی مردمک، چنگ زدن گردن با دست، خرخر کردن، لرزش، تشنج، کاهش سطح هشیاری، کندی و نامنظمیِ نبض و از دست دادن حواس از نشانه‌های اولیهٔ خفگی هستند.

## علل اختناق
خفگی (مسدود شدن مجرای تنفسی توسط اجسام بیرونی، مانند لقمهٔ غذا)، برق‌گرفتگی، کوه‌گرفتگی، مسمومیت دارویی، به عقب برگشتن زبان در بیهوشی (که یکی از شایع‌ترین علل خفگی است)، استنشاق مواد سمّی مانند مونواکسیدکربن، وقفهٔ تنفسی در خواب، تشنج، گیرکردن در کانال زایمانی، غرق‌شدگی، به دار آویخته شده و غیره.